# System Selector
System Selector （システムセレクター）はシステムソフトウェア。
開発元はVINTAGE SOLUTIONS社。キヤノンシステムソリューションズが日本語ローカライズを行い販売する。PC/AT互換機用の、ハードディスクのパーティションを管理するソフトウェア。
フロッピーディスクドライブやCD-ROMドライブから起動して、GUI操作でパーティション作成/削除/サイズ変更/移動/複写およびFAT16・FAT32の相互変換などが実行できる。FAT16、FAT32、NTFS、Linuxで使われるExt3などのファイルシステムに対応している。
最新版はSystem Selector 3 。ただし、2005年8月31日の時点でキヤノンシステムソリューションズでは販売終了を宣言している。
- fips
- Partition Magic
- Drive Image
- PQ Boot
- GRUB
- LILO
- Boot Manager
- System Commander